# Планетарий

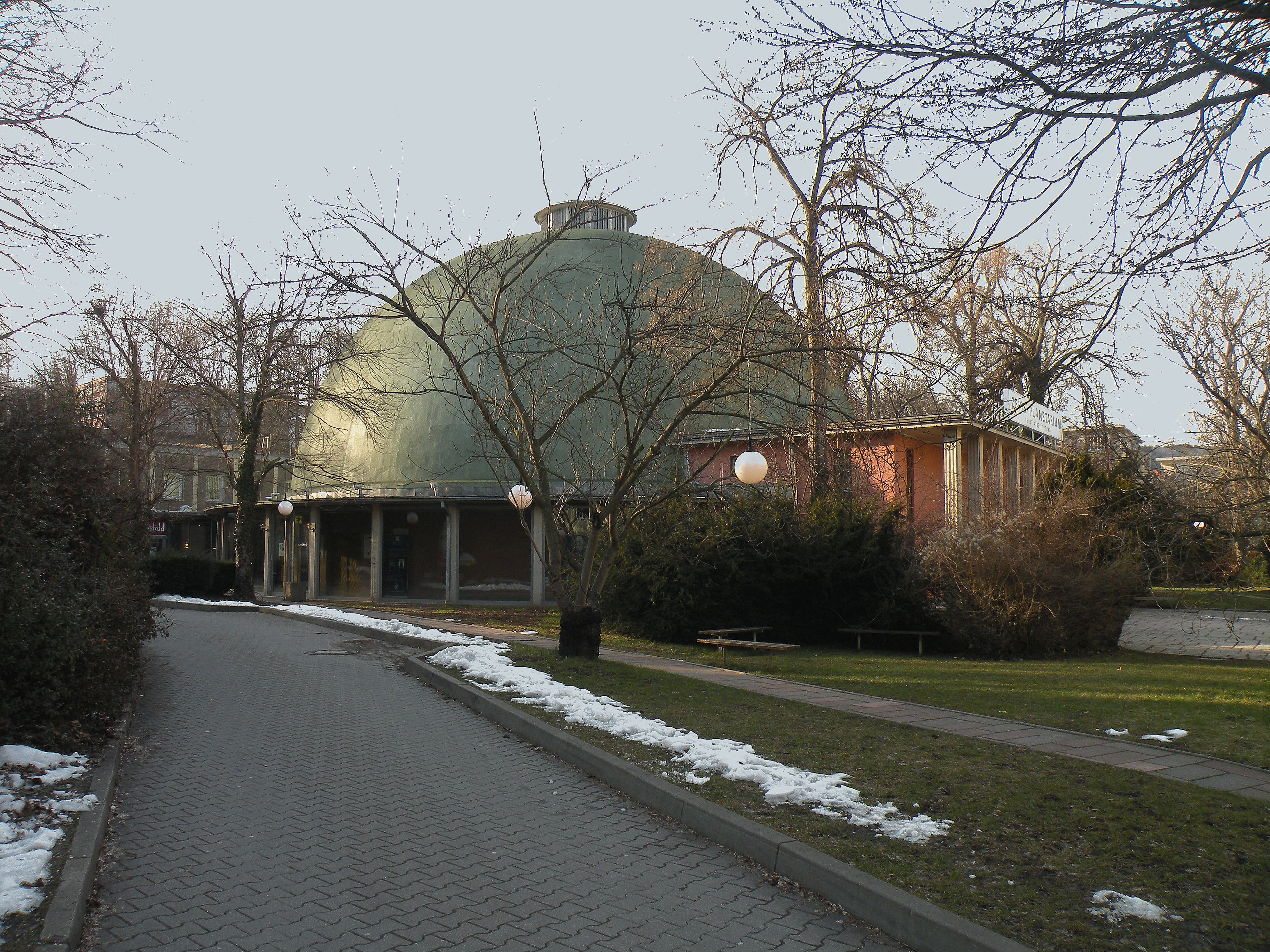
Планетарий Цейсса в Йене — одно из первых в истории оптики здание и аппаратура, предназначенные для имитации ночного неба в целях просвещения

Планетарий — научно-просветительное учреждение, в котором демонстрируется небесная сфера со звёздами, планетами и спутниками, кометами и метеорами; также солнечные и лунные затмения, панорамы Луны, Марса, Венеры и климатических поясов земного шара.

## Общая информация
Демонстрация в планетариях выполняется с помощью специального прибора «Планетарий». Обычно демонстрация сопровождается лекциями по астрономии, космонавтике и наукам о Земле.
Создать планетарий впервые предложил основатель Немецкого музея в Мюнхене О. Миллер в 1919 году. К 1923 году первый проекционный аппарат был создан на заводе Цейсса в Йене, в октябре показан на годичном собрании Немецкого музея, а в конце декабря установлен для публики. В мае 1925 года в том же Немецком музее был открыт планетарий. Второй аппарат установили в Йене в том же году. Первые проекционные аппараты были рассчитаны на определённую географическую широту. Демонстрация звёздного неба над точкой с любой широтой стала возможна после создания в 1925 году В. Бауерсфельдом большого аппарата Цейсса, получившего мировую известность. Датский профессор Стрёмгрен писал о планетарии:
Никогда раньше не создавали такого наглядного пособия, которое было бы столь поучительным, как это, столь волшебным, одинаково действующим на всех. Это — школа, театр и кино одновременно, школьный класс под небесным сводом и спектакль, в котором актерами являются небесные тела.
Первый планетарий в Западном полушарии (Adler Planetarium and Astronomy Museum, Чикаго, США) появился в 1930 году. В СССР первый планетарий был открыт в Москве 5 ноября 1929 года.
В данный момент в мире существует несколько тысяч планетариев, из них почти половина — синтезированные системы, состоящие из оптико-механического прибора «планетарий» и цифровой проекционной системы.
Российские планетарии объединены в «Ассоциацию планетариев России»
и Евразийскую ассоциацию планетариев.

## Цифровые проекторы
Все большее число планетариев используют цифровые технологии, чтобы заменить систему взаимосвязанных проекторов, традиционно используемых с небесной сферой, для преодоления некоторых их ограничений. Производители цифровых проекторов декларируют снижение эксплуатационных расходов и повышение надежности таких систем, по сравнению с традиционной небесной сферой на том основании, что они используют меньше движущихся частей, и как правило, не требует синхронизации перемещения по сфере нескольких отдельных систем. 
Некоторые планетарии используют традиционные оптико-механические проекторы совместно с цифровыми на одной сфере.
Инновационные инженерные технологии совершенствуют цифровые планетарии. Теперь качество изображения на куполе ничем не уступает современным кинотеатрам, поэтому все чаще можно встретить понятие «полнокупольный кинотеатр». Благодаря революционному программному обеспечению появилась возможность использовать до 64 проекторов, управляя ими с одного сервера. Изображение калибруется автоматически, позволяя использовать даже бытовые проекторы, получая при этом наилучшее качество картинки.

## Купола
- Стационарные купола. Используют металлоконструкцию для крепления перфорированных листов, образующих сферу. Перфорированные листы используются для вентиляционных нужд, а также для возможности расположения звуковых колонок за пределами купола
- Вакуумно-каркасные купола. C помощью нагнетателей между двумя оболочками купола — внутренней (экраном) и внешней, создается вакуум, за счет этого экран принимает идеальную сферическую форму.
- Надувные купола. Технология надувных куполов. Особенность технологии в том, что воздух нагнетается внутрь герметичной конструкции купола, который принимает нужную форму за счет большего давления внутри купола чем атмосферное. Купол выдерживает ветровые нагрузки лучше, чем легкие конструкции с каркасом, что позволяет эффективно использовать купол на улице непродолжительное время (до 2-х недель на одном месте).

## В филателии

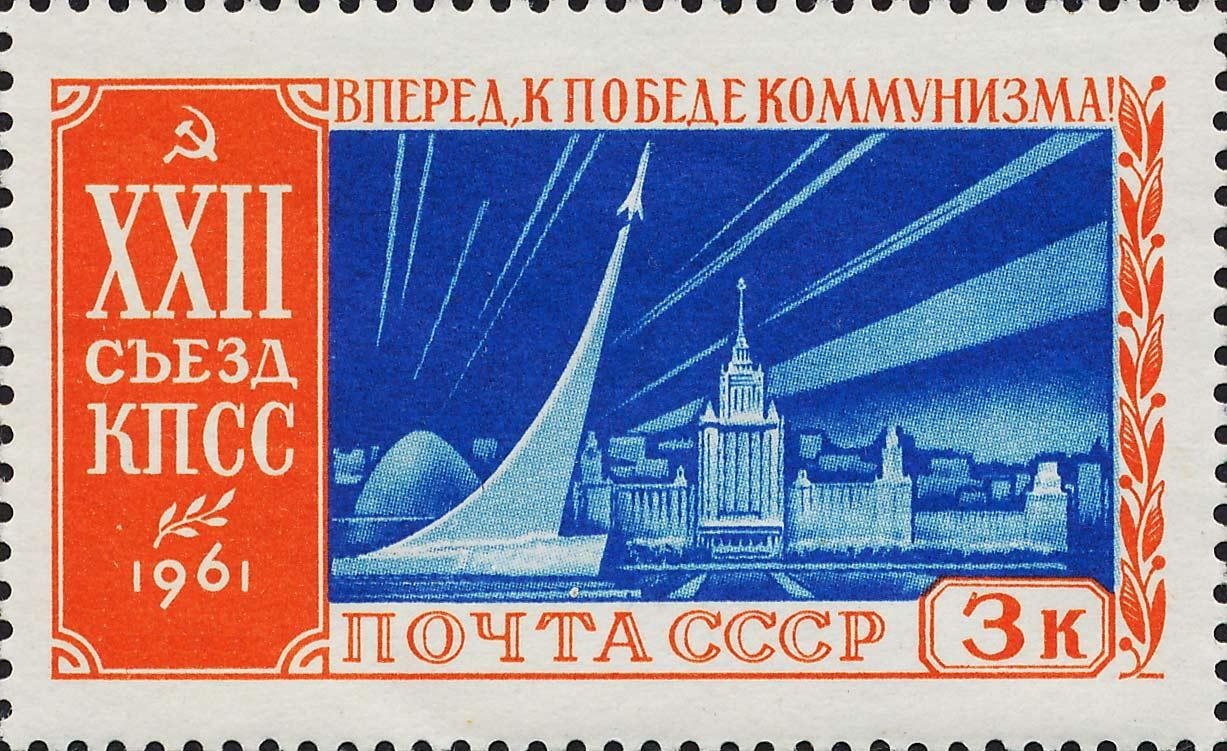
Московский планетарий (слева внизу) на марке СССР 1961 года

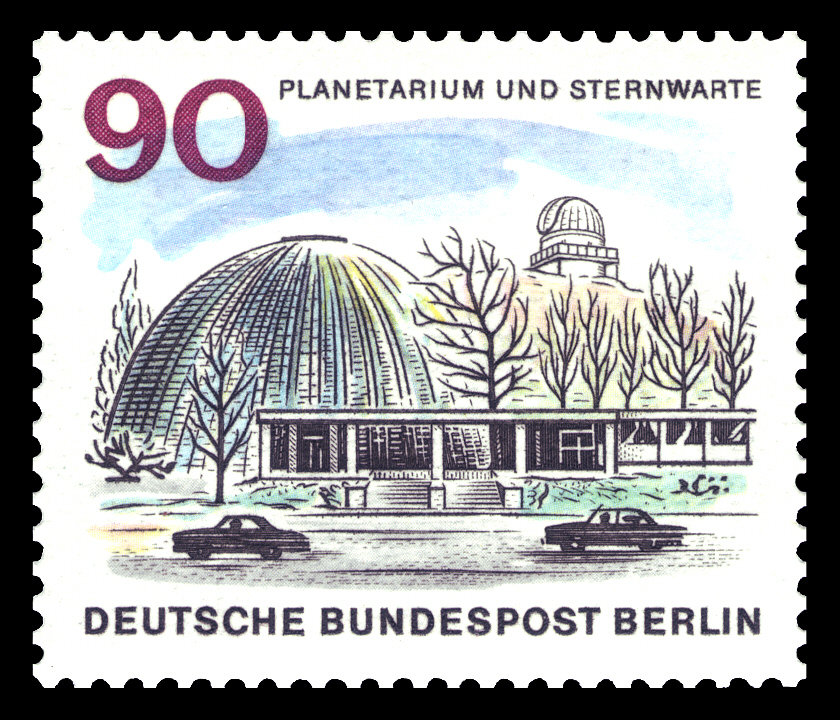
Планетарий и обсерватория имени Вильгельма Фёрстера на марке Западного Берлина 1965 года

Планетариям было посвящено несколько почтовых выпусков. Пекинскому планетарию, как первому китайскому планетарию, посвящены две марки КНР 1958 года  (Sc #358-359), одна — с изображением здания планетария, другая — с изображением прибора «Планетарий». В 1961 году Московский планетарий, наряду с МГУ и монументом «Покорителям космоса» появился на марке СССР, выпущенной к XXII съезду КПСС  (ЦФА [АО «Марка»] № 2620). Открытию планетария в Афинах посвящена марка Греции 1965 года  (Sc #835) с изображением Гиппарха и его астролябии. В том же году выпущена марка Западного Берлина с изображением планетария и обсерватории имени Вильгельма Фёрстера  (Sc #9N232). Силезский планетарий изображен на марке Польши 1966 года  (Sc #1446). 10-летию городского планетария Монтевидео были посвящены две марки Уругвая 1967 года: с изображением здания планетария  (Sc #740) и с изображением прибора «Планетарий»  (Sc #C301). В 1969 году, в честь открытия первого швейцарского планетария при швейцарском музее транспорта в Люцерне, вышла почтовая марка Швейцарии с изображением созвездия Пегас  (Sc #496). На марке Аргентины 1970 года  (Sc #C132) изображено здание планетария Буэнос-Айреса, а также прибор «Планетарий». Планетарию Гумбольдта посвящена серия марок Венесуэлы 1973 года  (Sc #1016-1030), выпущенная к 10-летию этого планетария, с изображением Солнца, 9 планет Солнечной системы, астероидов, Луны.

## Внешние ссылки
- Планетарии в каталоге ссылок Curlie (dmoz)
- История первого планетария
- Ассоциация планетариев России
- WPD (Worldwide Planetariums Database)
- Список планетариев по все странам